# Deutsche Feldhandball-Meisterschaft 1965
Die Deutsche Feldhandball-Meisterschaft 1965 wurde in einem Endrundenturnier zwischen dem 11. September und dem 24. Oktober 1965 ausgespielt. Das Turnier war die 16. vom DHB ausgerichtete Meisterschaftsrunde im Feldhandball der Männer. Das Endspiel fand am 24. Oktober 1965 im ausverkauften Wuppertaler Stadion am Zoo vor 35.000 Zuschauern statt.
Neuer Deutscher Meister wurde der BSV Solingen 1898, der damit den ersten Titelgewinn der Vereinsgeschichte feiern konnte. Solingen besiegte im Finale den TSV Grün-Weiß Dankersen knapp mit 15:14. Auch bei der dritten Finalteilnahme im Feldhandball nach 1962 und 1964 hatte Dankersen damit im entscheidenden letzten Spiel das Nachsehen.

## Modus
16 Mannschaften traten in einem Ausscheidungsturnier (K.-o.-System) mit Hin- und Rückspielen gegeneinander an; nach Vorrunde (Achtelfinale), Zwischenrunde (Viertelfinale) und Halbfinale bestritten die Sieger des Halbfinals das Endspiel, weitere Platzierungsspiele wurden nicht durchgeführt.
Die folgenden 15 Mannschaften hatten sich über die jeweiligen Regionalmeisterschaften direkt für die Vorrunde des Turniers qualifiziert:
Norddeutsche Meisterschaft:
1. Büdelsdorfer TSV

Eintracht Hildesheim
VfL Wolfsburg
Westdeutsche Meisterschaft:
1. BSV Solingen 1898

TuS 05 Wellinghofen (Titelverteidiger)
TSV Grün-Weiß Dankersen
TV Oppum 1894
Südwestdeutsche Meisterschaft:
TV 05 Hochelheim
TV Hochdorf
TG 1862 Rüsselsheim
Süddeutsche Meisterschaft:
1. TC Frisch Auf Göppingen (Deutscher Meister (Halle) 1965)

TSV Birkenau
SG Leutershausen
TS Esslingen 1890
Berliner Landes-/Regionalmeisterschaft:
1. Berliner SV 1892

Dazu kam als 16. Mannschaft der Vierte der Norddeutschen Meisterschaft, der Hamburger SV. Die Hamburger hatten sich in einem Qualifikationsspiel am 6. September mit 11:9 gegen den Berliner Vizemeister Reinickendorfer Füchse durchgesetzt.
Die Spieldauer betrug 2 × 30 Minuten; bei Punktgleichstand nach den Rundenspielen entschied das Torverhältnis, bei ausgeglichener Tordifferenz nach den Rundenspielen wurde im zweiten Spiel der entsprechenden Paarung die Begegnung in einer Verlängerung von 2 × 10 Minuten entschieden. Ebenso sollte im Endspiel bei Gleichstand nach regulärer Spielzeit eine Verlängerung die Entscheidung herbeiführen.

## Turnierverlauf
Zur Überraschungsmannschaft der Vorrunde wurde der Hamburger SV. Die Hamburger, die sich erst spät über ein Qualifikationsspiel gegen den Berliner Vizemeister in die Endrunde gespielt hatten, siegten in beiden Begegnungen gegen Frisch Auf Göppingen, den Süddeutschen Meister und Meister der Hallenhandballrunde 1965.
Titelverteidiger TuS Wellinghofen schied in der Zwischenrunde nach zwei Niederlagen gegen den Büdelsdorfer TSV aus. Dabei führte der TuS, der ein 12:15 aus dem Hinspiel aufzuholen hatte, im Rückspiel in Büdelsdorf bereits mit 1:7 und 6:10, hatte aber dem abschließenden Sturmlauf des Norddeutschen Meisters nichts mehr entgegenzusetzen: In den letzten 26 Minuten der zweiten Halbzeit gelang Wellinghofen kein Torerfolg mehr, Büdelsdorf gewann 13:11. In den anderen drei Paarungen setzten sich die favorisierten westdeutschen Mannschaften durch, Vorjahresfinalist Grün-Weiß Dankersen egalisierte dabei im Rückspiel gegen Birkenau einen Vier-Tore-Rückstand.
Maßgeblichen Anteil am knappen Erfolg von Grün-Weiß Dankersen im folgenden dramatischen Halbfinale gegen den TV Oppum hatte der Nationalspieler Herbert Lübking. Er warf allein 14 der insgesamt 30 Tore für Dankersen in diesen beiden Spielen und er markierte im zweiten Spiel auch das entscheidende Tor Sekunden vor Schluss der regulären Spielzeit, welches die Verlängerung erzwang, die schließlich zum Erfolg Dankersens führte. Im Halbfinale und im Endspiel zeigte sich wie im Vorjahr, dass Grün-Weiß Dankersen dann kaum zu schlagen war, wenn in der ohnehin spielstarken Mannschaft der herausragende Einzelspieler Herbert Lübking seine besten Leistungen zeigen konnte. Dankersen galt – mit der doppelten Finalteilnahme bei der Hallenmeisterschaft im Frühjahr 1965 und jetzt im Herbst derselben Saison auf dem Feld – als stärkste deutsche Mannschaft dieser Jahre, aber beide Endspiele gingen knapp verloren.
Denn im Finale gelang es dem Gegner aus Solingen, genau wie Frisch Auf Göppingen im Hallenendspiel und wie im Vorjahresendspiel auf dem Feld dem TuS Wellinghofen, Lübking durch enge Sonderbewachung fast völlig aus dem Spiel zu nehmen; er spielte verunsichert und statischer als gewöhnlich, verwarf Strafwürfe und traf nur einmal selbst ins gegnerische Tor; Solingen gewann nach Verlängerung 15:14.

### Vorrunde
11. September (Hinspiele) / 18. September (Rückspiele)
TS Esslingen 1890 – BSV Solingen 1898: 9:10 / 9:11
Berliner SV 1892 – TSV Grün-Weiß Dankersen: 10:14 / 8:15
SG Leutershausen – Büdelsdorfer TSV: 9:13 / 7:8
TV Oppum 1894 – TG 1862 Rüsselsheim: 16:14 / 13:12
Hamburger SV – TC Frisch Auf Göppingen: 8:5 / 7:6
TV 05 Hochelheim – Eintracht Hildesheim: 15:16 / 11:17
TuS 05 Wellinghofen – TV Hochdorf: 11:6 / 5:8
VfL Wolfsburg – TSV Birkenau: 10:9 / 10:13

### Zwischenrunde
25. September (Hinspiele) / 2. Oktober (Rückspiele)
Eintracht Hildesheim – BSV Solingen 1898: 11:11 / 11:15
TSV Birkenau – TSV Grün-Weiß Dankersen: 16:12 / 7:14
TuS 05 Wellinghofen – Büdelsdorfer TSV: 12:15 / 11:13
Hamburger SV – TV Oppum 1894: 8:8 / 11:13

### Halbfinale
10. Oktober (Hinspiele) / 17. Oktober (Rückspiele)
Büdelsdorfer TSV – BSV Solingen 1898: 8:9 / 9:14
TV Oppum 1894 – TSV Grün-Weiß Dankersen: 12:14 / 16:16 (nach Verlängerung, 14:12)

### Endspiel
24. Oktober
BSV Solingen 1898 – TSV Grün-Weiß Dankersen: 15:14 (nach Verlängerung, 12:12)